# Rzym za Nerona

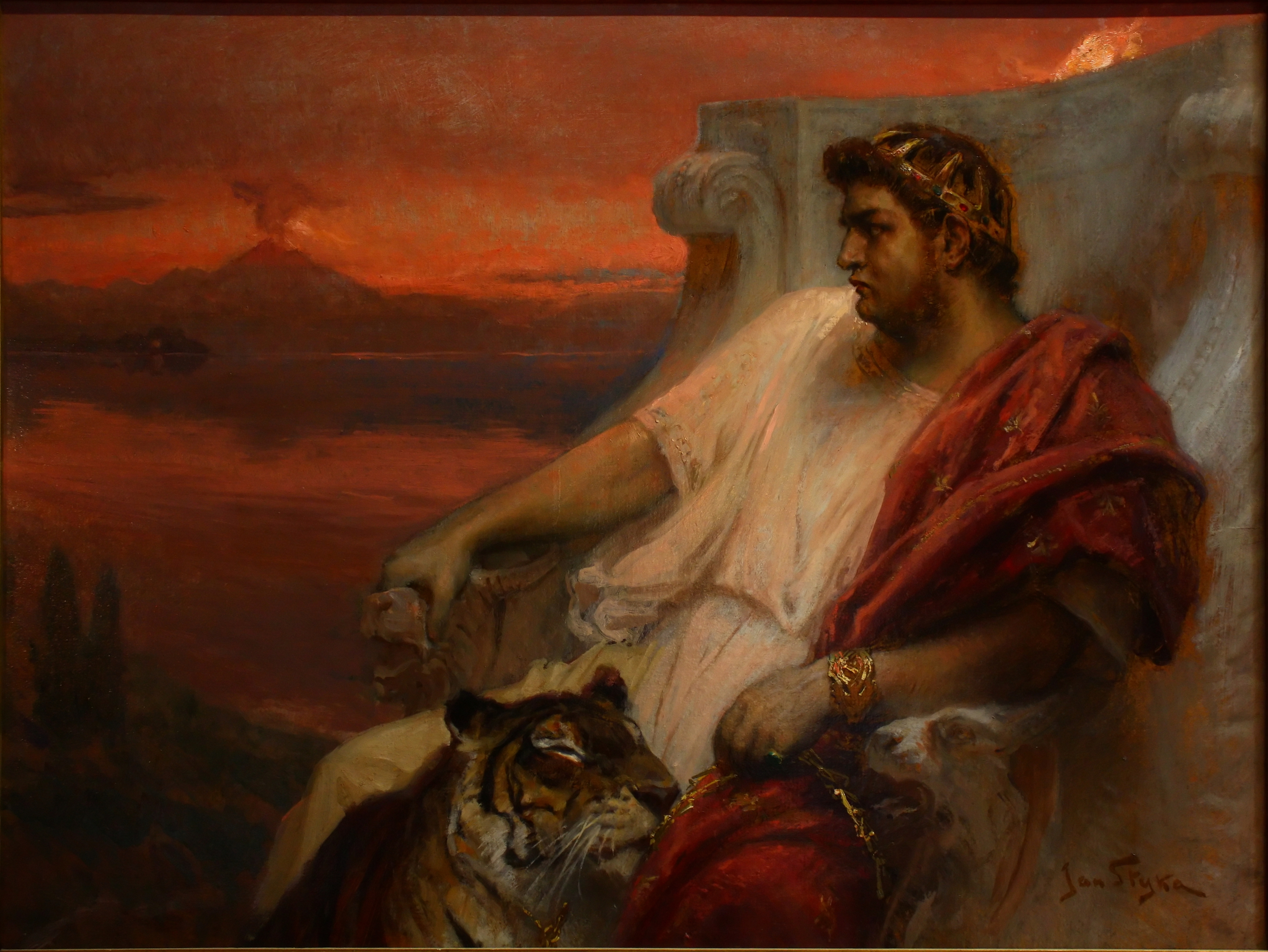
Neron w Baiach (mal. Jan Styka, ok. 1900)

 Rzym za Nerona. Obrazy historyczne – powieść historyczna Józefa Ignacego Kraszewskiego z 1864 roku.
Pierwotnie drukowana w krakowskim Czasie (1864); wydanie książkowe ukazało się nakładem Karola Langiego w 1866. Poza pełnymi edycjami była popularyzowana w postaci wersji skrótowych oraz opracowania dla młodzieży szkolnej (1933). Z tłumaczeń na języki obce znany jest przekład na hiszpański (Roma bajo Nerón) z publikacji latynoamerykańskich (Argentyna 1944, Meksyk 1955).  

## Treść
Tematem stosunkowo krótkiego utworu są początki rozwijającego się chrześcijaństwa w stolicy rzymskiego imperium pod rządami cesarza Nerona. Powieść ma charakter epistolarny, będąc zbiorem fikcyjnych listów pisanych przez bohaterów tego utworu. Trzon konstrukcji stanowi dwutorowa korespondencja: młody patrycjusz rzymski Juliusz Flawiusz wymienia pisma z przyjacielem Gajuszem Makrem, pełniącym służbę wojskową w Galii, a jego przyjaciółka Sabina Marcja utrzymuje listowny kontakt z przebywającym w Grecji dawnym swym pedagogiem – wyzwoleńcem Zenonem Ateńczykiem. Innymi autorami listów są postacie poboczne: Lucjusz Helwidiusz, Sofoniusz Tygellin, Celsus Anarus i Chryzyp. Treść tych pism zapoznaje nie tylko z przeżyciami głównych bohaterów, lecz i z życiem codziennym stolicy cesarstwa. 
Juliusz Flawiusz, który dzięki nieoczekiwanemu spadkowi staje się bogatym patrycjuszem, ma poczucie niespełnienia i boleje nad upadkiem moralnym stolicy. Skrycie kocha się w swojej przyjaciółce z lat dziecięcych, Sabinie. Nie wie jednak, że od niedawna została ona chrześcijanką. Religia ta jest wyjątkowo bezwzględnie prześladowana przez władze, które dostrzegają w niej zagrożenie dla ówczesnego porządku społecznego. Kiedy Juliusz poznaje tajemnicę Sabiny Marcji, zaczyna coraz poważniej się o nią niepokoić. Tym bardziej, że po wielkim pożarze miasta Neron oskarża chrześcijan o jego podpalenie i rozpoczyna ich zbiorową zagładę…

## Walory utworu
Rzym za Nerona Wincenty Danek wyodrębnił w twórczości pisarza jako jedną z zaledwie czterech powieści odnoszących się do wydarzeń z historii obcej Podejmując ten temat, Kraszewski (podobnie jak w przypadku Krzyżaków) i tu wyprzedził Sienkiewicza z jego Quo vadis (1895/1896), lecz zbieżność tematyczna wcześnie skłaniała odbiorców do wyszukiwania analogii i przeprowadzania licznych porównań, których najpoważniejszego zestawienia dokonał Jan Bielatowicz («Rzym za Nerona» Kraszewskiego a «Quo vadis» Sienkiewicza, Lwów 1936). Dla Henryka Siemiradzkiego, który czytywał i upominał się o książki Kraszewskiego, powieść ta stała się prawdopodobną inspiracją dla stworzenia impresyjnych Pochodni Nerona (1876).